# Miriam Ruth Boyadjian
Pour les articles homonymes, voir Boyadjian.
Miriam Ruth Boyadjian, née le 6 août 1966 à Comodoro Rivadavia (province de Chubut), est une femme politique argentine, membre du Mouvement populaire feuégien (es). Depuis 2015, elle est sénatrice de la Nation pour la province de Terre de Feu. Son mandat s'achève en 2019.
Elle est la présidente de la Commission sénatoriale pour la population et le développement humain. Elle est désignée comme un des élus ayant le moins pris la parole au Sénat.
En 2018, Boyadjian se prononce contre l'approbation de la légalisation de l'avortement.